# Benik
Benik is een bestuurslaag in het regentschap Kerinci van de provincie Jambi, Indonesië. Benik telt 436 inwoners (volkstelling 2010).